# 谷藤太
谷藤 太（たにふじ ふとし、1968年2月2日 - ）は、京都府京都市出身の俳優、脚本家、演出家。宝井プロジェクト所属。

## 人物
身長174cm。体重68kg。血液型A型。
同志社大学法学部法律学科中退。
文学座研究生、劇団木冬社を経て、1997年、同じ宝井プロジェクト所属の永井博章らと共に「エンジ企画」（現：劇団enji）を結成。
特技はスケート（スピードスケート）、脚本の執筆、京都弁、水泳、殺陣。スケートで、国体に出場した経験がある。

## 出演作品

### テレビドラマ

#### NHK
- 金曜時代劇
  - スキッと一心太助（1999年） - 手代
  - 茂七の事件簿 ふしぎ草紙（2001年） - 野次馬
- 大河ドラマ
  - 利家とまつ〜加賀百万石物語〜（2002年） - 青山与三郎
  - 武蔵 MUSASHI（2003年） - 公家
  - 義経（2005年）
  - 八重の桜（2013年） - 京都の商人
  - いだてん〜東京オリムピック噺〜（2019年） - 役員

#### 日本テレビ
- 水曜ドラマ
  - ストレートニュース（2000年）
  - CAとお呼びっ!（2006年）
  - 私たちはどうかしている（2020年） - 弁護士
  - 恋は闇 最終回（2025年6月18日）[5]
- 14ヶ月〜妻が子供に還っていく〜（2003年） - 医者
- 火曜サスペンス劇場 / 警部補 佃次郎 第19作（2004年） - 鑑識官
- 土曜ドラマ
  - 華麗なるスパイ（2009年） - 職員
  - イノセンス 冤罪弁護士（2019年） - 裁判長
  - アンサンブル （2025年） - 裁判官

#### TBS
- ドラマ30 / 失業白書（1997年） - 不動産屋
- ラブとエロス（1998年）
- 金曜ドラマ
  - 独身生活（1999年） - 記者
  - 4分間のマリーゴールド（2019年）
- 日曜劇場
  - サラリーマン金太郎2（2000年） - 記者
  - いま、会いにゆきます（2005年）
  - 官僚たちの夏（2009年）
  - ATARU（2012年）
  - 半沢直樹（2020年） - ハイヤー運転手
  - 危険なビーナス（2020年） - 医師
- ドラマDモード / 喪服のランデヴー（2000年） - 警官
- 月曜ミステリー劇場→月曜ゴールデン
  - 示談交渉人甚内たま子裏ファイル 第1作（2001年） - 森田の息子
  - 森村誠一サスペンスシリーズ 第2作（2003年） - 小宮政男
- 赤いシリーズ / 赤い奇跡（2006年）
- 終戦ドラマスペシャル 歸國（2010年）
- 火曜ドラマ / プロミス・シンデレラ（2021年） - 酔客

#### フジテレビ
- 木曜劇場
  - こんな恋のはなし（1997年）
  - アフリカの夜（1999年） - 刑事
  - 危険な関係（1999年） - ホテルフロント係
  - ビッグマネー!〜浮世の沙汰は株しだい〜（2002年） - 刑事
  - 恋愛偏差値（2002年）
  - わたしたちの教科書（2007年）
  - 東野圭吾ミステリーズ（2012年）
  - 知ってるワイフ（2021年） - 男性
  - 推しの王子様（2021年） - 佐々木
- 金曜エンタテイメント→金曜プレステージ
  - 大家族デカ 第1作（1997年） - バス運転手
  - サラリーマン刑事 第3作（2000年）
  - 赤い霊柩車シリーズ 第18作（2003年）
  - 屋台弁護士 第1作（2005年） - 警備員
  - 積木くずし真相 〜あの家族、その後の悲劇〜（2005年）
  - 私立探偵・下澤唯（2011年） - 鑑識
- 水曜劇場 （1998年）
  - ニュースの女 - アイスホッケーのコーチ
  - 世界で一番パパが好き
  - タブロイド
- 世にも奇妙な物語
  - 世にも奇妙な物語 春の特別編 「くしゃみ」（1998年）
  - 世にも奇妙な物語 秋の特別編（1999年）
    - 「私は、女優」
    - 「和服の少女」

  - 土曜プレミアム / 世にも奇妙な物語 25周年記念!秋の2週連続SP 「バツ」（2015年） - 宗田正樹
  - 世にも奇妙な物語 春の特別編（2017年）
- 小市民ケーン（1999年） - 係員
- 砂の上の恋人たち（1999年）
- 水曜劇場
  - 私を旅館に連れてって（2001年） - 部下
  - ダイヤモンドガール（2003年）
- 救命病棟24時（2001年） - 座間茂
- 人にやさしく（2002年） - 刑事
- 真珠夫人（2002年） - 経理課長
- ホーム&アウェイ（2002年）
- 永遠の君へ（2004年） - 記者
- ラストクリスマス（2004年）
- 海猿 UMIZARU EVOLUTION（2005年）
- 土ドラ / 高校入試（2012年）
- リーガルハイ（2013年）
- 競争の番人（2022年） - 織元の職人
- 女神の教室〜リーガル青春白書〜（2023年） - 法律家
- 全領域異常解決室（2024年） - コメンテーター

#### テレビ朝日
- 月曜ドラマ・イン / 闇のパープル・アイ（1996年）
- 木曜ドラマ
  - 流れ板七人（1997年）
  - 眠れぬ夜を抱いて（2002年）
  - 逮捕しちゃうぞ（2002年）
  - 富豪刑事（2005年）
  - おいしいごはん 鎌倉・春日井米店（2007年）
  - 同窓会〜ラブ・アゲイン症候群（2010年）
- 土曜ワイド劇場
  - 車椅子の弁護士・水島威 第3作（1997年）
  - 復讐法廷（1997年）
  - 隠蔽捜査2〜果断〜（2008年） - 記者
  - 森村誠一の棟居刑事 第4作（2009年） - 菅原刑事
- 電磁戦隊メガレンジャー（1997年） - 秘書
- はみだし刑事情熱系（1998年）
- 金曜ナイトドラマ / 嫉妬の香り（2001年） - 記者
- 相棒
  - （2006年） - 教誨師
  - （2007年） - 研究員
  - （2018年） - 谷岡邦夫
  - （2023年） - 吉川
- 越境捜査 第3作（2011年） - 川原博文
- テレビ朝日開局65周年記念ドラマプレミアム「万博の太陽」（2024年） - 見学者

#### テレビ東京
- ブースカ!ブースカ!!（2000年） - 警備員
- 女と愛とミステリー→水曜ミステリー9
  - 信濃のコロンボ事件ファイル 第1作（2001年） - 野本敏夫
  - 小杉健治サスペンス「偽証法廷」（2012年） - 刑事
- ウルトラQ dark fantasy（2004年） - 医師
- ドラマBiz / ヘッドハンター（2018年）
- 奥多摩駐在刑事（2018年）

#### 名古屋テレビ
- ダムド・ファイル（2003年） - 救急隊員

#### 毎日放送
- ドラマ特区 / ピーナッツバターサンドウィッチ（2020年） - 片桐沙代の職場の先輩

#### WOWOW
- 連続ドラマW
  - CO 移植コーディネーター（2011年）
  - パンドラIII 革命前夜（2011年）
  - 尾根のかなたに〜父と息子の日航機墜落事故〜（2012年）
  - トッカイ〜不良債権特別回収部〜（2021年） - 中村
  - 坂の上の赤い屋根（2024年） - 出版社役員

#### NHK BS2
- 新宿鮫 氷舞（2002年）

#### NHK BSプレミアム
- スーパープレミアム / 花嵐の剣士 〜幕末を生きた女剣士・中澤琴〜（2017年） - 番頭
- プレミアムドラマ / 白い濁流（2021年） - 橋爪祐一

#### AX-ON
- Dlife / 東京ガードセンター（2014年）

### テレビ番組
- 痛快TV スカッとジャパン 「モンスターゆとり」（2020年）
- ヒロイン誕生!朝ドラな女たち（2022年、NHK）
- 逆転人生（NHK）
- ザ!世界仰天ニュース（日本テレビ）
- 世界の何だコレ!?ミステリー（フジテレビ）
- 太田上田（中京テレビ）
- この世界は1ダフル（2024年、フジテレビ）

### 映画
- モスラ3 キングギドラ来襲（1998年、東宝） - 小学校の先生
- 39 刑法第三十九条（1999年、松竹）
- ジェネラル・ルージュの凱旋（2008年、東宝） - 医師
- 若手映画作家育成プロジェクト「世田谷区, 39丁目」（2013年）
- 太陽の蓋（2016年、太秦） - 宅間正一
- 相棒 -劇場版IV- 首都クライシス 人質は50万人! 特命係 最後の決断（2017年、東映） - 記者

### 舞台
- 地方公演「哄笑ー千恵子、ジェームス坂病院にて」（1996年10月、木冬社） - 舞台監督
- 近松心中物語
  - （1999年2月・3月、御園座）
  - （2001年1月・2月、近鉄劇場 / 明治座） - 手代

### 配信ドラマ
- 出会い系サイトで70人と実際に会ってその人に合いそうな本をすすめまくった1年のこと（2021年、WOWOWオンデマンド）
- その恋は五七五から動き出す（2023年、TikTok）
- 恋愛バトルロワイヤル（2024年、Netflix） - 裁判長

### CM
- タカラ
- TECMO

### WEB
- サイボウズ「大丈夫2」（2024年）

### その他
- 木曜ドラマ / 未解決の女 警視庁文書捜査官（テレビ朝日） - 方言指導
  - 日曜プライム / 未解決の女 警視庁文書捜査官〜緋色のシグナル〜（2019年）
  - シーズン2（2020年）

## 著書
- うわさの家族: 谷藤太戯曲集!（2009年、試論社）
- ぼくの好きな先生: 谷藤太戯曲集2（2016年、試論社）

## 脚本作品
- いないないBARで、もう一杯!（2009年）